# Sedaví
Sedaví es un municipio de la Comunidad Valenciana, España. Pertenece a la provincia de Valencia y está en la comarca la Huerta Sur. Contaba con una población censada de 10 183 habitantes en 2014 (INE).

## Toponimia
El topónimo tiene su origen en el nombre de la alquería árabe de بَبي سيدبي (banī Sīdabī) «hijos de Sidabí», que aparece en las crónicas como Beni Çedaví o Beni Sidaví. Según Ruiz Monrabal y Asins Palacios, Sīdabī puede fácilmente ser reflejo de una pronunciación vulgar de شاطبي (šāṭibī) «setabense», mostrando el origen de los primeros pobladores del lugar, Játiva. Popularmente el nombre se creía que derivaba de seda i vi («seda y vino»), por etimología popular, aunque esta reducción no tiene ningún fundamento.

## Geografía
Integrado en la comarca Huerta Sur, se sitúa a 5 kilómetros del centro de Valencia. El término municipal está atravesado por la autovía V-31 y por una carretera local que conecta con Paiporta. Su término es estrecho y alargado, con un relieve totalmente llano y cubierto por sedimentos de la época cuaternaria, todavía en proceso de colmatación en el extremo oriental del término. El límite oeste lo constituye en gran parte la línea de ferrocarril Madrid-Valencia por Almansa y el este, las tierras de marjal de la Albufera. El núcleo urbano está totalmente conurbado con Alfafar, Benetúser, Horno de Alcedo (Valencia) y Lugar Nuevo de la Corona. El centro urbano se alza a 8 m sobre el nivel del mar.
| Noroeste: Valencia | Norte: Valencia                         | Noreste: Valencia        |
| Oeste: Valencia    |                                         | Este: Valencia y Alfafar |
| Suroeste: Alfafar  | Sur: Alfafar y Lugar Nuevo de la Corona | Sureste: Alfafar         |

### Clima
El clima es típicamente clima mediterráneo, con medias térmicas que oscilan entre los 10 °C y los 25 °C de julio.

## Historia

### Época prearábiga
Del término de Sedaví no se tienen noticias de poblamiento anteriores a la época andalusí. Esto se debe en parte a que la Albufera de Valencia ocupaba una extensión considerablemente mayor, abarcando una buena proporción del actual término, que estaría formado principalmente por ciénagas y pantanales. Debido a esto, los romanos no crearon ningún asentamiento en la zona, pero si lo hicieron en zonas más altas como Catarroja y Torrent.

### Época Árabe
La desecación natural de la periferia de la Albufera dio lugar a nuevas zonas habitables y cultivables. Esto llevó a la construcción de la alquería de Beniçiedaví o Sidaví, propiedad de una familia árabe probablemente setabense, alrededor de 1180. Pese a no tenerse constancia histórica de la ubicación de esta alquería de la que se originó Sedaví, su existencia queda demostrada en dos citas del Llibre del Repartiment de Valencia, dónde el rey Jaime I otorgó 144 hanegadas en 1239 al caballero leridano Octavià, y 216 hanegadas en 1244 a Pere Lenda.

### Señorío de Sedaví
A modo de agradecimiento por la ayuda prestada en la conquista, don Jaime I otorgó las tierras de Patraix al caballero Guillén Escrivá. Fue el descendiente de Guillén, Arnaldo Guillén Escrivá el que se convirtió en el primer Señor de Sedaví a principios del siglo XV. El matrimonio vendió el Señorío en 1427 al caballero don Pedro Gensor que se convirtió en el segundo Señor de Sedaví. El tercer Señor de Sedaví fue don Juan Miquel, que murió sin descendencia y dejó en herencia el señorío a uno de sus descendientes laterales, don Gaspar Miquel, convirtiéndose en el cuarto Señor de Sedaví. Posteriormente y tras la muerte de su abuelo, Flaminio Miquel heredó directamente el señorío como quinto Señor de Sedaví. Su hija única Almudena Fuentes, se convirtió después en la sexta Señora de Sedaví, y la primera mujer en ser otorgada el Señorío. Doña Almudena se casó con José Anselmo Olginat de Médicis y Montagud, tercer Señor de la Casa Olginat en España. Tuvieron cuatro hijos y entre ellos fue don Antonio Olginat de Médicis quien se convirtió en el cuarto Señor de la Casa de Médicis en España, y séptimo Señor de Sedaví. La octava Señora de Sedaví fue su hija unigénita doña María Luisa Olginat de Médicis. En 1713 se casó con don Diego de Barradas Portocarrero y Bazán y tuvieron 4 hijos, de los cuales don Antonio Barradas Olginat de Médicis, Bazán y Julián, sexto Señor de la Casa de Médicis en España se convirtió en noveno Señor de Sedaví. Su hijo único don Antonio Severino Pérez de Barradas, Baeza, Olginat de Médicis, Vicentelo, Portocarrero y Silva fue el décimo y último Señor de Sedaví ya que por Real Decreto el 14 de junio de 1802 se le concedió el título de duque de Sedaví.

### Ducado de Sedaví
Tras la muerte de su padre, Antonio-Manuel Barradas y Barradas se convirtió en el segundo duque de Sedaví. El 25 de junio de 1849, por Real Carta, la Reina doña Isabel II le confirma el título de duque de Sedaví y grande de España. Muere en 1868 quedando la línea de sucesión del ducado interrumpida cuando su hijo don Francisco de Asís Barradas y Fernández de Córdoba no rehabilitó el título.

### De lugar a municipio
En 1750 se reconoció a Sedaví la categoría de Lugar, aunque se consideró arrabal de Valencia hasta que se constituyó en municipio. En 1849 Madoz la describe de la siguiente manera:

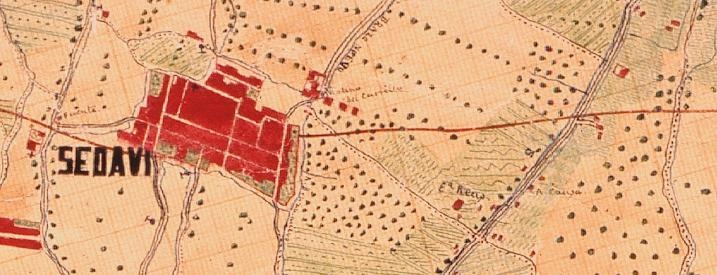
Sedaví en 1883. (N→)

Lugar con Ayuntamiento [...]. Tiene 143 casas que forman cuerpo de población en las que se incluye la del Ayuntamiento [...]. La Iglesia Parroquial (La Virgen del Rosario y San Torcuato) es aneja de la de San Nicolás de Valencia, servida por un vicario de patronato del clero de la misma, y un cementerio [...]. Comprende 105 casas, y barracas diseminadas por la huerta. El terreno es completamente llano y está plantado de moreras, olivos y algunos frutales. Consta de 600 anegadas de huerta y 200 de arrozal. Los caminos son generalmente de herradura, a excepción de una hijuela que va a empalmar con la carretera de Madrid. [...] Producción: trigo, maíz, arroz, seda, cáñamo, alubias, frutas y toda clase de hortalizas. Industria: la agrícola, 2 molinos harineros y arroceros y 2 de aceite. Población 182 vecinos, 854 almas [...].
Diccionario de Madoz.

### DANA de 2024
A finales de octubre de 2024, el municipio sufrió catastróficas inundaciones debido a un temporal de gota fría, que arrasó con carreteras, puentes y viviendas, dejando más de 200 muertos y cientos de damnificados en la provincia de Valencia. Las intensas lluvias desbordaron ríos y sistemas de drenaje, sumergiendo calles enteras bajo el agua y causando estragos en cultivos y propiedades. La comunidad, profundamente afectada, enfrenta ahora el desafío de la reconstrucción en medio de una emergencia humanitaria.
Sedaví fue uno de los municipios más afectados por una DANA que provocó precipitaciones récord de 245 mm en 12 horas, según datos de la AEMET. Las lluvias torrenciales causaron:
- Inundaciones en el casco urbano, con más de 50 viviendas afectadas y evacuaciones preventivas en la calle Mayor.
- Cortes en la V-31 a la altura de la salida 12, donde el agua alcanzó 1.5 m de altura.
- Daños en cultivos de cítricos, con 120 hectáreas anegadas según el Ministerio de Agricultura.

La Generalidad Valenciana activó el PEVOL y declaró a Sedaví como "zona catastrófica" el 2 de noviembre.

## Demografía
Sedaví cuenta con una población de 10 908 habitantes (INE 2024).
| Gráfica de evolución demográfica de Sedaví entre 1842 y 2021                                                        |
| |
| Población de derecho según los censos de población del INE Población de hecho según los censos de población del INE |

En 1794 tenía más 800 habitantes y en 1877 ya eran 1746. El crecimiento de la población fue constante pero moderado hasta 1960, momento a partir del que la población casi se duplicó. Contaba con una población de 10 183 habitantes en 2014 (INE).

## Urbanismo

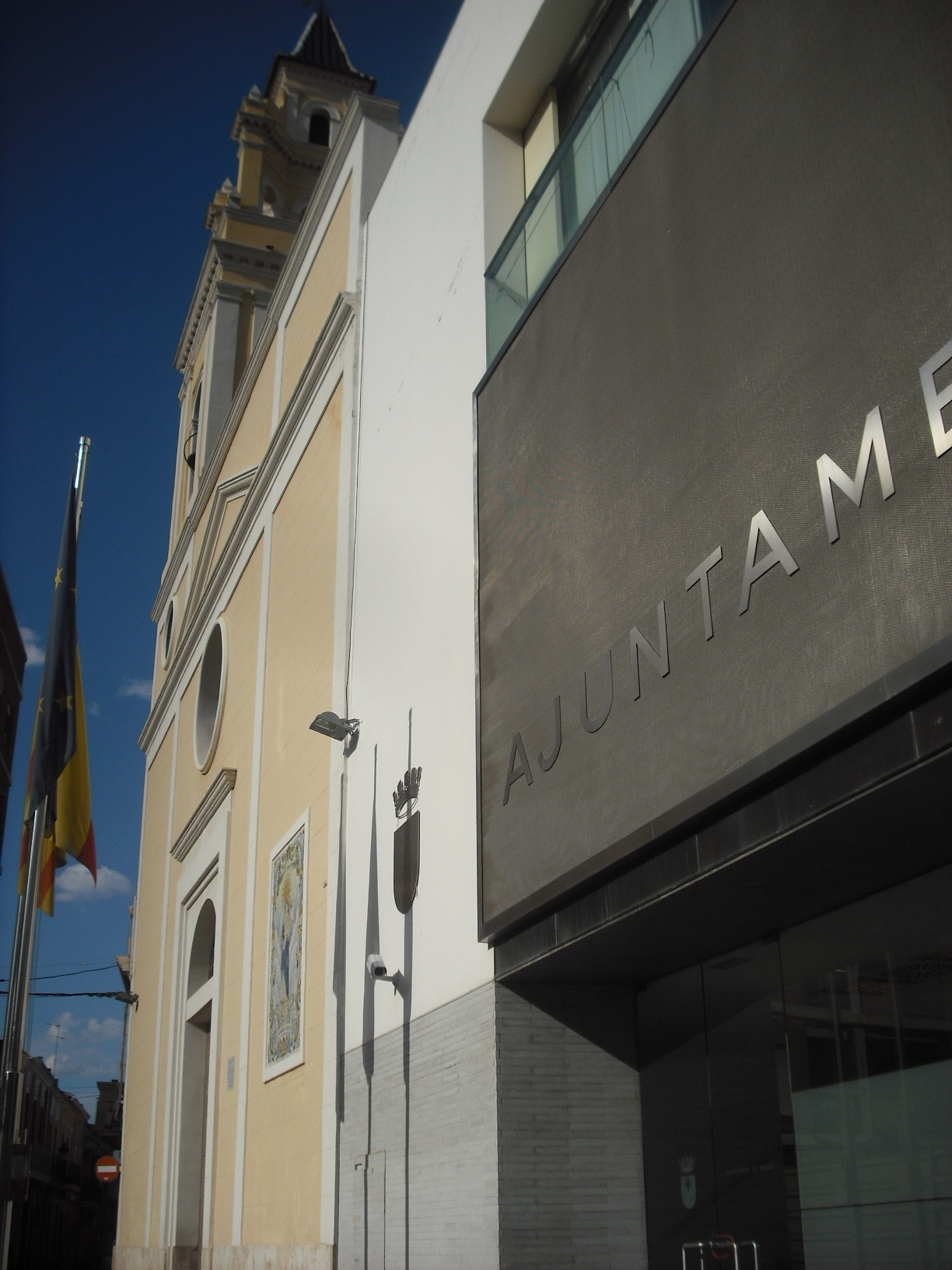
Iglesia y ayuntamiento

El núcleo urbano de Sedaví es relativamente reciente. Hasta el siglo XVIII consistía en una agrupación de barracas y alquerías ordenadas en tres calles: al oeste el carrer de les Barraques o de l’Olivar (actual calle de Cervantes), al este el carrer del Salobre y, entre éstas, el carrer del Mig ('calle del Medio'). El núcleo ha crecido tanto que el límite con Alfafar lo constituye la avenida de la Albufera y la avenida Divisoria.

## Comunicaciones
Por el término de Sedaví circulan las siguientes carreteras:
| V-31 Enlaza la A-7 y la AP-7 a la altura de Silla con Valencia. |
| CV-401 Enlaza Sedaví con El Saler y la CV-500.                  |
| CV-407 Enlaza Sedaví con la CV-36 a la altura de Picaña.        |

## Economía

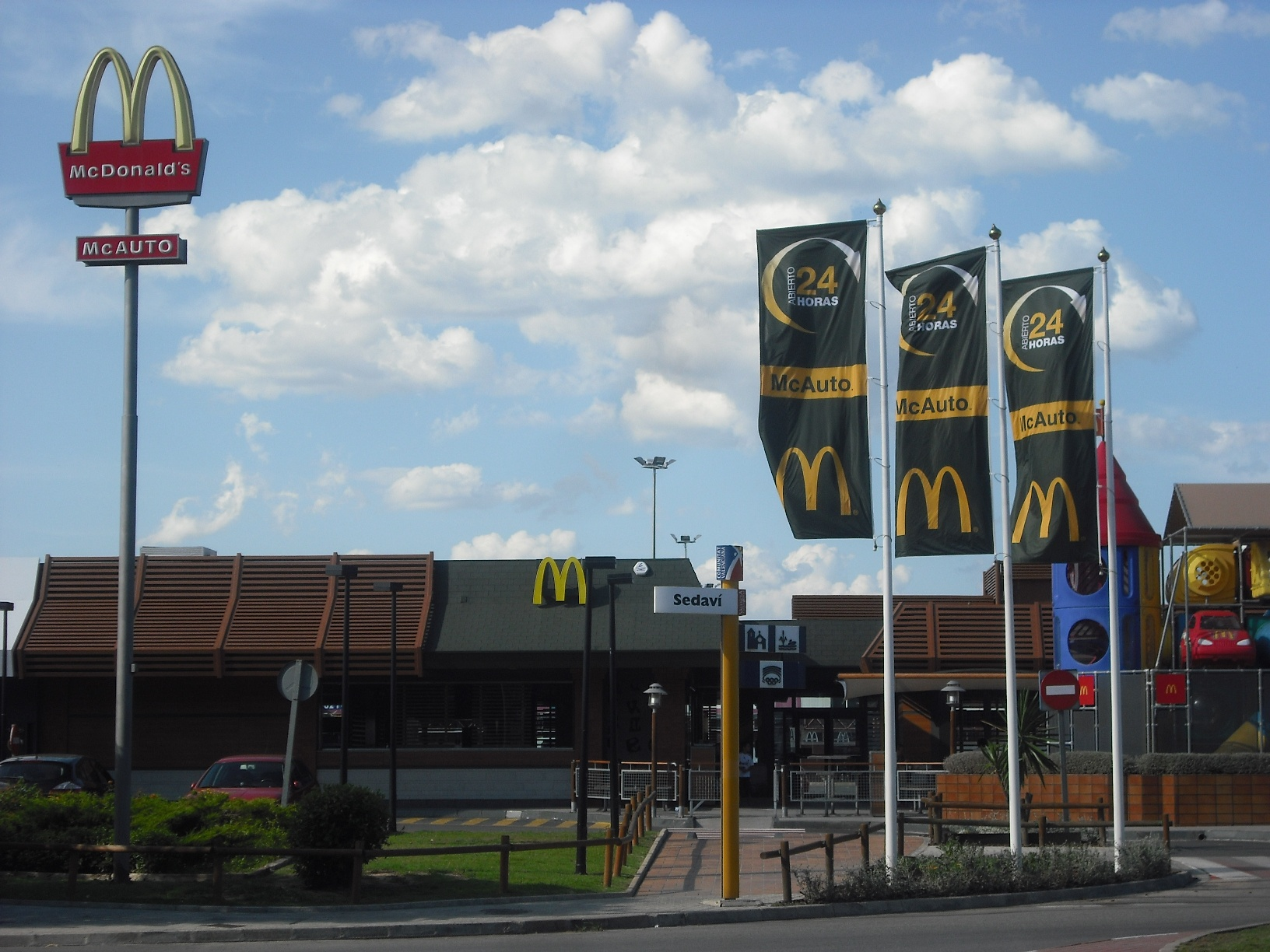
Zona comercial y de servicios en el límite entre Sedaví y Alfafar

La economía es la típica de una sociedad desarrollada, donde el principal sector es el terciario o servicios, que ocupaba en 2001 al 46 % de la población. La estratégica situación del municipio cerca de la ciudad y de varias autovías ha permitido tener un importante parque comercial de grandes y medianas superficies.
El sector industrial, constituye la otra actividad principal con una ocupación del 40 % de la población activa en 2001. La industria se dedica principalmente al mueble desde la década de 1920, convirtiéndose entonces en uno de los principales centros productores de muebles de España. Otras actividades fabriles son los productos metálicos, maquinaria, alimentación básica y papel.
La agricultura, que nunca ha sido una actividad muy importante en Sedaví, estaba basada tradicionalmente en cultivos hortícolas y arroz. Sufrió una profunda transformación a lo largo del siglo XX, principalmente debido a la intensa urbanización y a la escasa extensión del término municipal que no llega a los 2 km².

## Administración y política
| \| Periodo \| Nombre \| Apodo \| Partido o tendencia política \| Periodo \| Nombre \| Apodo \| Partido o tendencia política \| \| --------- \| -------------------------- \| ------------- \| ---------------------------- \| --------- \| ------------------------- \| ------------------ \| ---------------------------- \| \| 1768 \| Josef Cortés \| — \| — \| 1918-1919 \| Ramón Baixauli Pons \| "Faba" \| "Guirro" \| \| 1770 \| Vicente Boix \| — \| — \| 1919-1922 \| Nicolás Ferrandis Tatay \| "Colauet" \| "Guirro" \| \| 1772 \| Bautista Albiach \| — \| — \| 1922-1923 \| José Sospedra Vila \| "Valero" \| "Guirro" \| \| 1812 \| Vicente Baixauli Moncholí \| — \| — \| 1923 \| Ricardo Llorca Baixauli \| "Llorca" \| "Mantellina" \| \| 1868 \| Epifanio Baixauli Tarazona \| — \| — \| 1923-1930 \| Bautista Pons Rodrigo \| "Pons" \| "Mantellina" \| \| 1876 \| Antonio Vázquez Salavert \| — \| — \| 1930-1931 \| Benjamín Blanch Codoñer \| "el moliner" \| "Guirro" \| \| 1879 \| Gregorio Blanch Alonso \| "el forner" \| — \| 1931-1934 \| Antonio Gascó Vázquez \| "Bartolo" \| Esquerra Valenciana \| \| 1884 \| Antonio Basques \| — \| — \| 1934-1936 \| Gregorio Baixauli Ruiz \| "el bolo" \| PURA \| \| 1888 \| Vicente Blanch \| "el moliner" \| — \| 1936 \| Vicente Pla Paredes \| "el Barberico" \| Izquierda Republicana \| \| 1890 \| Vicente Calvet Alba \| — \| — \| 1937-1939 \| José Martínez Rubio \| "Fumaguela" \| Izquierda Republicana \| \| 1898 \| Benjamín Blanch Codoñer \| "el moliner" \| Conservador \| 1939-1940 \| Enrique Pons Calvet \| "Pons" \| FET y de las JONS \| \| 1900 \| Fernando Baixauli Chornet \| "el Blanquet" \| Conservador \| 1940-1943 \| Francisco Pons Hospitaler \| "el de les Viudes" \| FET y de las JONS \| \| 1902 \| Enrique Sospedra \| — \| — \| 1944-1946 \| Aurelio Baixauli Alonso \| "Picanyero" \| FET y de las JONS \| \| 1905-1908 \| Benjamín Blanch Codoñer \| "el moliner" \| Conservador y "Guirro" \| 1946-1952 \| Fernando Llorca Rodrigo \| "Llorca" \| FET y de las JONS \| \| 1909 \| Manuel Gascó García \| "trompa" \| "Mantellina" \| 1952-1960 \| Enrique Pons Calvet \| "Pons" \| FET y de las JONS \| \| 1910-1913 \| Ricardo Pons Rodrigo \| "Pons" \| "Guirro" \| 1960-1972 \| Antonio Rodrigo Martínez \| "el de les Fons" \| Movimiento Nacional \| \| 1913-1916 \| Felipe Ferrer Alonso \| "Felipet" \| — \| 1973-1979 \| Fernando Llorca Arándiga \| "Llorca" \| Movimiento Nacional \| \| 1917 \| Manuel Micó Biot \| "Guillem" \| "Guirro" \| \| \| \| \| |                            |               |                              |           |                           |                    |                              |
| Periodo | Nombre                     | Apodo         | Partido o tendencia política | Periodo   | Nombre                    | Apodo              | Partido o tendencia política |
| 1768 | Josef Cortés               | —             | —                            | 1918-1919 | Ramón Baixauli Pons       | "Faba"             | "Guirro"                     |
| 1770 | Vicente Boix               | —             | —                            | 1919-1922 | Nicolás Ferrandis Tatay   | "Colauet"          | "Guirro"                     |
| 1772 | Bautista Albiach           | —             | —                            | 1922-1923 | José Sospedra Vila        | "Valero"           | "Guirro"                     |
| 1812 | Vicente Baixauli Moncholí  | —             | —                            | 1923      | Ricardo Llorca Baixauli   | "Llorca"           | "Mantellina"                 |
| 1868 | Epifanio Baixauli Tarazona | —             | —                            | 1923-1930 | Bautista Pons Rodrigo     | "Pons"             | "Mantellina"                 |
| 1876 | Antonio Vázquez Salavert   | —             | —                            | 1930-1931 | Benjamín Blanch Codoñer   | "el moliner"       | "Guirro"                     |
| 1879 | Gregorio Blanch Alonso     | "el forner"   | —                            | 1931-1934 | Antonio Gascó Vázquez     | "Bartolo"          | Esquerra Valenciana          |
| 1884 | Antonio Basques            | —             | —                            | 1934-1936 | Gregorio Baixauli Ruiz    | "el bolo"          | PURA                         |
| 1888 | Vicente Blanch             | "el moliner"  | —                            | 1936      | Vicente Pla Paredes       | "el Barberico"     | Izquierda Republicana        |
| 1890 | Vicente Calvet Alba        | —             | —                            | 1937-1939 | José Martínez Rubio       | "Fumaguela"        | Izquierda Republicana        |
| 1898 | Benjamín Blanch Codoñer    | "el moliner"  | Conservador                  | 1939-1940 | Enrique Pons Calvet       | "Pons"             | FET y de las JONS            |
| 1900 | Fernando Baixauli Chornet  | "el Blanquet" | Conservador                  | 1940-1943 | Francisco Pons Hospitaler | "el de les Viudes" | FET y de las JONS            |
| 1902 | Enrique Sospedra           | —             | —                            | 1944-1946 | Aurelio Baixauli Alonso   | "Picanyero"        | FET y de las JONS            |
| 1905-1908 | Benjamín Blanch Codoñer    | "el moliner"  | Conservador y "Guirro"       | 1946-1952 | Fernando Llorca Rodrigo   | "Llorca"           | FET y de las JONS            |
| 1909 | Manuel Gascó García        | "trompa"      | "Mantellina"                 | 1952-1960 | Enrique Pons Calvet       | "Pons"             | FET y de las JONS            |
| 1910-1913 | Ricardo Pons Rodrigo       | "Pons"        | "Guirro"                     | 1960-1972 | Antonio Rodrigo Martínez  | "el de les Fons"   | Movimiento Nacional          |
| 1913-1916 | Felipe Ferrer Alonso       | "Felipet"     | —                            | 1973-1979 | Fernando Llorca Arándiga  | "Llorca"           | Movimiento Nacional          |
| 1917 | Manuel Micó Biot           | "Guillem"     | "Guirro"                     |           |                           |                    |                              |

| Periodo   | Nombre                                                      | Partido             |
| --------- | ----------------------------------------------------------- | ------------------- |
| 1979-1983 | Manuel Corredor Sanchis                                     | PSPV-PSOE           |
| 1983-1987 | Manuel Corredor Sanchis                                     | PSPV-PSOE           |
| 1987-1991 | Manuel Corredor Sanchis                                     | PSPV-PSOE           |
| 1991-1995 | Manuel Corredor Sanchis                                     | PSPV-PSOE           |
| 1995-1999 | Manuel Corredor Sanchis                                     | PSPV-PSOE           |
| 1999-2003 | Manuel Corredor Sanchis                                     | PSPV-PSOE           |
| 2003-2007 | Manuel Corredor Sanchis                                     | PSPV-PSOE           |
| 2007-2011 | Rafael Pérez Martínez                                       | PP                  |
| 2011-2015 | Rafael Pérez Martínez                                       | PP                  |
| 2015-2019 | Josep Francesc Cabanes Alonso Josep Ferran Baixauli Chornet | PSPV-PSOE Compromís |
| 2019-2023 | Josep Francesc Cabanes Alonso                               | PSPV-PSOE           |
| 2023-act. | Josep Francesc Cabanes Alonso                               | PSPV-PSOE           |

## Patrimonio

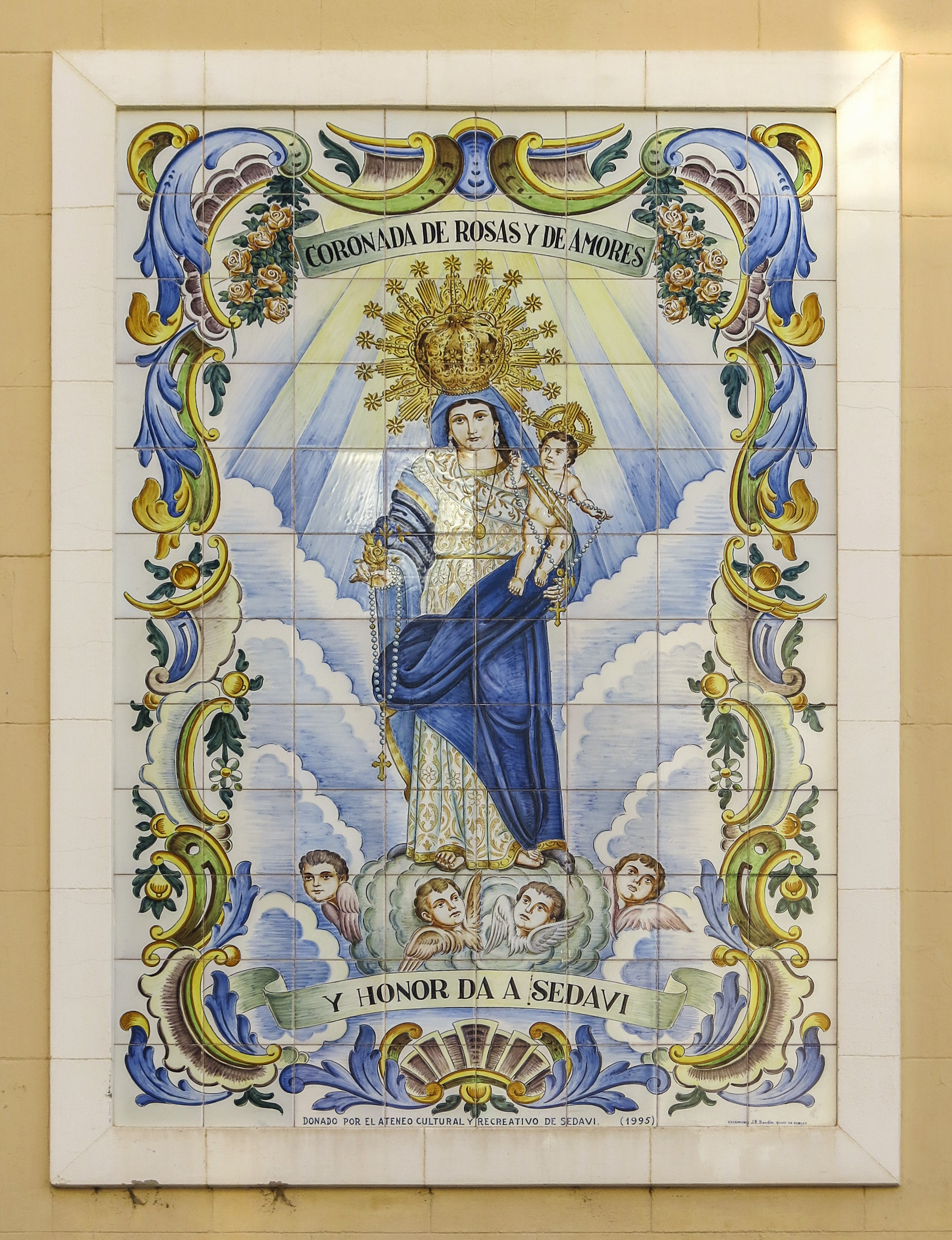
Plafón cerámico de la iglesia

- Iglesia parroquial de la Virgen del Rosariohttps://eduwp.edu.gva.es/patrimonio-cultural/ficha-inmueble.php?id=4052&lang=es: Construida a mediados del siglo XIX, se trata de un edificio sencillo adosado al actual ayuntamiento.[4]

### Arquitectura religiosa
- Iglesia de Nuestra Señora del Rosario[20] (siglo XVIII):

- Edificio de estilo neoclásico valenciano con fachada de ladrillo visto y campanario cuadrangular. Destaca su retablo mayor dedicado al santo patrón, obra del taller de José Vergara.
Declarada Bien de Relevancia Local.
- Ermita del Calvario (1845):

- Pequeño templo de planta rectangular construido sobre un antiguo humilladero del camino real. Restaurada en 2015 conservando sus pinturas murales del siglo XIX.

### Patrimonio hidráulico
- Azud de Sedaví (siglo XV):

- Parte del sistema hidráulico histórico que deriva aguas a las acequias de Quart y Benàger. Catalogado como bien etnológico.
- Lavadero municipal (1923):

- Estructura de ladrillo con 24 pilas de lavado. Rehabilitado en 2018 como centro cultural manteniendo su estructura original.

### Arquitectura civil
- Casa Consistorial (1901):

- Edificio modernista con fachada de cerámica vidriada y elementos de forja. Alberga el archivo histórico municipal con documentos desde 1789.
- Torre Árabe (siglo XII):

- Únicos vestigios de la época andalusí. Base cuadrangular de 5×5 m, declarada BRL.

## Cultura
- Fiestas Mayores: se celebran desde el segundo viernes de septiembre hasta el tercer domingo del mismo mes, en honor a la Virgen del Rosario y a San Torcuato.
- Fuente del León: fuente emblema del pueblo que antiguamente se encontraba en la plaza Jaume I y que ahora se ubica en la avenida Doctor Fleming.[26]

## Deportes
El municipio de Sedaví cuenta con una destacada actividad deportiva, centrada en:

### Fútbol
- Club de Fútbol Sedaví: Fundado en 1972, actualmente compite en el Grupo VI de la Tercera Federación.[27] Disputa sus partidos en el campo municipal de fútbol, con capacidad para 1500 espectadores.[28]

### Instalaciones
- Polideportivo municipal: inaugurado en 2010, incluye:
- Piscina climatizada.
- 2 pistas de pádel.
- Gimnasio con equipamiento para atletismo.

### Eventos anuales
- Carrera Popular de Sedaví: Celebrada desde 1998, en 2024 reunió a 523 corredores.[29] El recorrido de 5 km atraviesa la huerta tradicional.
- Torneo de Pádel Ciudad de Sedaví: Incluido en el circuito provincial de la Federación de Pádel de la Comunidad Valenciana.